# Richard Baquié
Richard Baquié (* 1. Mai 1952 in Marseille; † 17. Januar 1996) war ein französischer Objektkünstler und Bildhauer.

## Leben und Werk
Richard Baquié studierte bis 1981 mit Toni Grand an der École supérieure d’art et de design Marseille-Méditerranée.
Bekannt ist Baquié für „Maschinen-Skulpturen“ mit Licht, Film, Bewegung und Geräuschen, die aus Fundstücken aus dem Technologiebereich zusammengesetzt sind.

„Richard Baquié betont, daß die metaphorische Maschine, das Fahrzeug, nichts anderes als ein Hilfsmittel ist. Ein Hilfsmittel, um Lebewesen, die sich erinnern, sehen und wünschen können, von einem Ort zum anderen zu versetzen. […] Die Maschine ist eine Versuchung, sich über die Grenzen hinauszubegeben, das Recht zu überschreiten, sobald sich die Gelegenheit ergibt.“

## Ausstellungen (Auswahl)
- 1985: Musée d'art contemporain de Marseille, Marseille
- 1987: Centre Georges Pompidou, Paris
- 1987: documenta 8, Kassel